# Syleus
Genre
Synonymes
- Acanthonotus C. L. Koch, 1839 nec Goldfuss, 1809

Syleus est un genre d'opilions eupnois de la famille des Sclerosomatidae.

## Distribution
Les espèces de ce genre sont endémiques d'Inde.

## Liste des espèces
Selon World Catalogue of Opiliones (15/05/2021) :
- Syleus mysoreus Roewer, 1955
- Syleus niger (Koch, 1839)

## Publication originale
- Thorell, 1876 : « Descrizione di alcune specie di Opilioni dell' Arcipelago Malese appartenenti al Museo Civico di Genova. » Annali del Museo Civico di Storia Naturale di Genova, vol. 9, p. 111–138 (texte intégral).